# A Nod Is as Good as a Wink...To a Blind Horse
A Nod Is as Good as a Wink...To a Blind Horse är det tredje musikalbumet av Faces, utgivet 1971. Albumet anses vara gruppens bästa album, mycket på grund av att deras stora och definitiva hitlåt "Stay With Me" är med här. Här finns också andra låtar där gruppen spelar intensivt, som inledande spåret "Miss Judy's Farm", "Too Bad", och en cover på Chuck Berrys "Memphis".

## Låtlista
Sida 1
1. "Miss Judy's Farm" (Rod Stewart/Ron Wood) – 3:42
2. "You're So Rude" (Ronnie Lane/Ian McLagan) – 3:46
3. "Love Lives Here" (Ronnie Lane/Rod Stewart/Ron Wood) – 3:09
4. "Last Orders Please" (Ronnie Lane) – 2:38
5. "Stay With Me" (Rod Stewart/Ron Wood) – 4:42

Sida 2
1. "Debris" (Ronnie Lane) – 4:39
2. "Memphis" (Chuck Berry) – 5:31
3. "Too Bad" (Rod Stewart/Ron Wood) – 3:16
4. "That's All You Need" (Rod Stewart/Ron Wood) – 5:05

## Medverkande
Musiker
- Rod Stewart – sång, munspel
- Ronnie Lane – basgitarr, akustisk gitarr, percussion, sång
- Ronnie Wood – sologitarr, slidegitarr, akustisk gitarr, pedal steel guitar, bakgrundssång, munspel
- Ian McLagan – piano, orgeln, bakgrundssång
- Kenney Jones – trummor, percussion
- Harry Fowler – steel drums (på "That's All You Need")

Produktion
- Faces – musikproducent
- Glyn Johns – musikproducent, ljudtekniker
- Graphreaks – omslagsdesign
- Rodger Banning – foto

## Listplaceringar
| Lista (1971-1972) | Position          |
| ----------------- | ----------------- |
| Australien        | 4 (Go Set)        |
| Kanada            | 5 (RPM)           |
| Nederländerna     | 3                 |
| Norge             | 10 (VG-lista)     |
| Storbritannien    | 2                 |
| USA               | 6 (Billboard 200) |